# Mnaseas de Patara
Mnaseas de Patara (en griego Μνασέας ὁ Πατρεύς) fue un historiador y geógrafo griego oriundo de Patara (Licia) que vivió hacia el año 200 a. C. Fue discípulo de Eratóstenes y viajó por Asia, África y Europa. 
Fue autor de varias obras que carecían de criterio historicista y estaban llenas de narraciones fabulosas. Solo se conservan de este historiador algunos fragmentos de su Periégesis y otros de su Colección de los oráculos de Delfos.
Mnaseas introdujo, entre otras, la leyenda de que en el Templo de Jerusalén se adoraba a una cabeza de burro, leyenda que se extendió entre todos los autores alejandrinos posteriores.